# Radioheads diskografi
Det engelske band Radiohead har udgivet 9 studiealbums, et livealbum, fire opsamlingsalbum, seks EP'er og 33 singler. 

## Albums
- Pablo Honey, 1993
- The Bends, 1995
- OK Computer, 1997
- Kid A, 2000
- Amnesiac, 2001
- Hail to the Thief, 2003
- Me And This Army Remixes , 2005
- In Rainbows, 2007
- The Best Of, 2008
- The Bends Deluxe, 2009
- The King of Limbs, 2011
- A Moon Shaped Pool, 2016

### The Eraser
Den 11. juli 2006 blev første udspil fra bandets forsanger, Thom Yorke udgivet. Albummet kaldet The Eraser, er således blevet lavet uden decideret samarbejde med andre af bandets medlemmer. Thom Yorke har dog udtalt at han ikke ønsker at høre albummet omtalt som et soloalbum, men derimod blot en cd lavet med bandets samtykke. Produceren til dette The Eraser sidder en gammel kending af bandet, nemlig Nigel Godrich, som har produceret langt de fleste af Radioheads albums.

## EP'er
- Drill, 1992
- Itch, 1994
- My Iron Lung, 1994
- No Surprises/Running From Demons, 1997
- Airbag/How Am I Driving?, 1998
- I Might Be Wrong: Live Recordings, 2001
- Com Lag (2Plus2IsFive), 2004

## Singler
| Titel                     | År   | Album             |
| ------------------------- | ---- | ----------------- |
| Creep                     | 1992 | Pablo Honey       |
| Anyone Can Play Guitar    | 1993 | Pablo Honey       |
| Pop Is Dead               | 1993 | Intet album       |
| Stop Whispering           | 1993 | Pablo Honey       |
| My Iron Lung              | 1994 | The Bends         |
| Planet Telex/High & Dry   | 1995 | The Bends         |
| Fake Plastic Trees        | 1995 | The Bends         |
| Just                      | 1995 | The Bends         |
| Street Spirit (Fade Out)  | 1996 | The Bends         |
| Paranoid Android          | 1997 | OK Computer       |
| Karma Police              | 1997 | OK Computer       |
| No Surprises              | 1998 | OK Computer       |
| Pyramid Song              | 2001 | Amnesiac          |
| Knives Out                | 2001 | Amnesiac          |
| There There               | 2003 | Hail to the Thief |
| Go To Sleep               | 2003 | Hail to the Thief |
| 2+2=5                     | 2003 | Hail to the Thief |
| Jigsaw Falling Into Place | 2008 | In Rainbows       |
| Nude                      | 2008 | In Rainbows       |

## Andre
- Live Au Forum, 1995 (Frankrig)
- Live à l'Astoria, 1995 (Frankrig)
- Just for College EP, 1995 (U.S. College Radio)
- The Bends Pinkpop, 1996 (Holland)
- College Karma EP, 1998 (U.S. College Radio)
- Amnesiac College EP, 2001 (U.S. College Radio)

Herudover en række soloprojekter.